# Nicola Mastroberardino

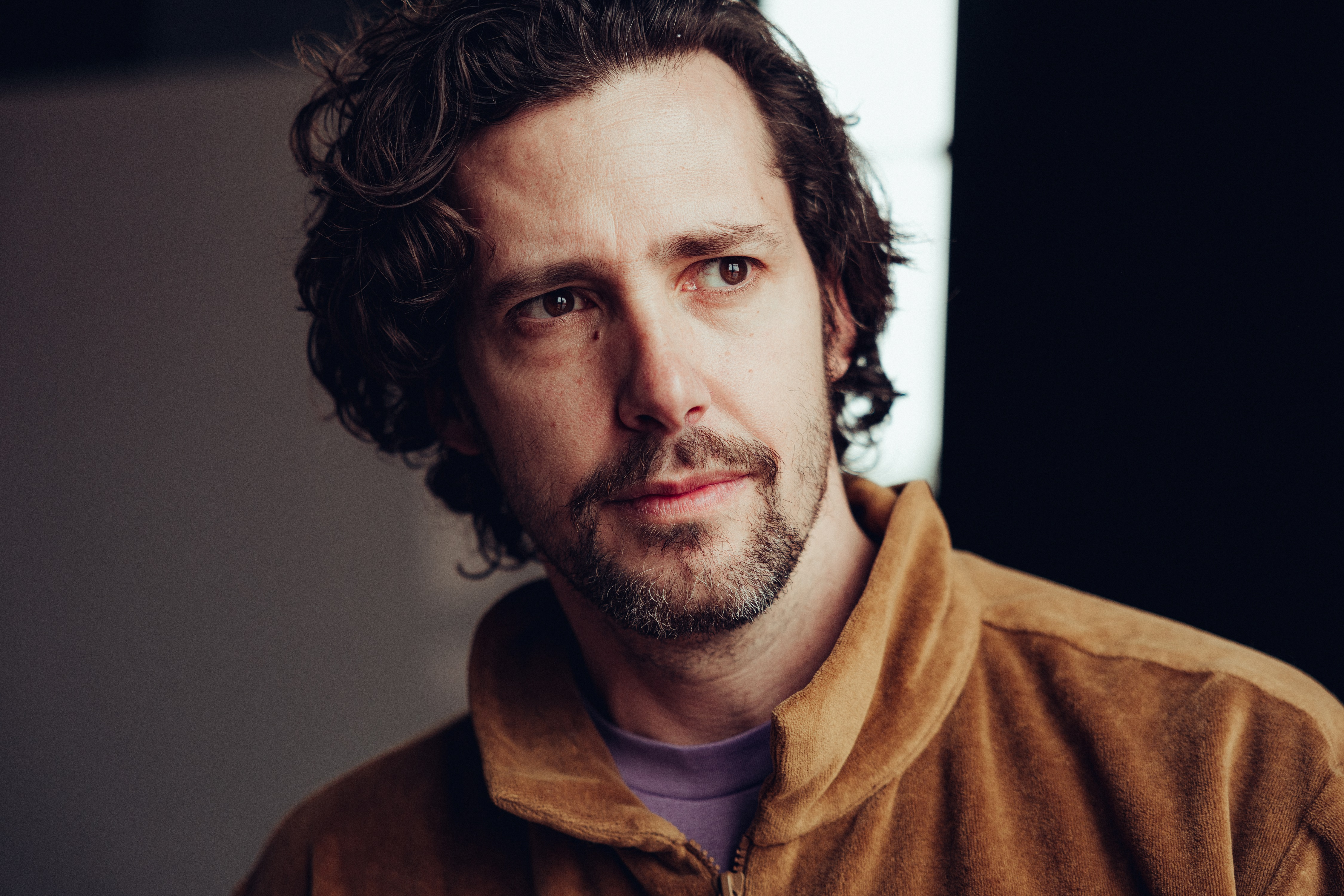
Nicola Mastroberardino (2023). Foto: Joel Heyd

Nicola Mastroberardino (* 1978 in Zürich) ist ein italienisch-schweizerischer Theater- und Filmschauspieler.

## Leben und künstlerische Karriere
Mastroberardino besuchte von 2000 bis 2004 in Zürich die Schauspielschule. Sein erstes Engagement führte ihn von 2005 bis 2010 ans Grillo-Theater Essen, gefolgt von einem Theaterengagement in Bochum 2010 bis 2015. 2015 bis 2019 war er Ensemblemitglied am Theater Basel. Seit der Spielzeit 2019/20 gehört er zum festen Ensemble des Residenztheaters München (Bayerisches Staatsschauspiel).
Seit 2019: Gastdozent an der Otto-Falckenberg-Schule und an der Theaterakademie August Everding (beide in München).

## Filmografie
- 2002: Oscar (Kurzfilm), Roberto Martinez
- 2003: Sunntig (Kurzfilm), Barbara Kulcsar
- 2015: Welcome to Iceland, Felix Tissi
- 2016: Finding Camille, Bindu De Stoppani
- 2017: Drei Schwestern (als Andrej). Nach Anton Pawlowitsch Tschechow. Inszenierung: Simon Stone (3sat-Fernsehaufzeichnung der Uraufführungsinszenierung vom Theater Basel)[1]
- 2017–2019: Seitentriebe, Güzin Kar
- 2020: 40&Climbing, Bindu De Stoppani
- 2020: Stichtag Webserie, Christof Pilsl
- 2020: Wolke unterm Dach, Alain Gsponer
- 2022: Breisgau – Nehmen und Geben (Fernsehreihe)
- seit 2022: Malibu (Fernsehreihe)
  - 2022: Camping für Anfänger
  - 2022: Ein Zelt für drei
  - 2023: Schwesterherzen
  - 2023: Küss den Frosch
  - 2023: Mein Traum, dein Traum

## Theater (Auswahl)

### Theater Basel
- 2022: Engel in Amerika (als Prior Walter / Mann im Park). Von Tony Kushner. Inszenierung: Simon Stone[2][3][4][5]
- 2015: Das Sparschwein (als Colladan, Landwirt). Von Eugène Labiche. Inszenierung: Martin Laberenz
- 2016: Die Bacchen (als Hirte). Von Euripides in einer Bearbeitung von Roland Schimmelpfennig. Inszenierung: Robert Borgmann[6]
- 2016: Drei Schwestern (als Andrej). Nach Anton Pawlowitsch Tschechow. Inszenierung; Simon Stone
- 2016: Urfaust (als Mephistopheles). Von Johann Wolfgang von Goethe. Inszenierung: Nora Schlocker
- 2017: Wilhelm Tell (als Werner, Freiherr von Attinghausen / Bannerherr / Berta von Bruneck, eine reiche Erbin). Von Friedrich Schiller. Inszenierung: Stefan Bachmann (Koproduktion mit dem Schauspiel Köln)[7][8][9][10]
- 2017: Klub Roter Oktober - Die Romantiker. Lesung nach Nâzım Hikmet. Inszenierung: Mizgin Bilmen
- 2018: Romulus der Grosse (als Achilles und Pyramus, Kammerdiener). Von Friedrich Dürrenmatt. Inszenierung: Franz-Xaver Mayr
- 2018:Tartuffe oder das Schwein der Weisen (als Tartuffe). Von PeterLicht nach Molière. Inszenierung: Claudia Bauerl[11]
- 2019: Die Räuber (Diverse Rollen). Von Friedrich Schiller. Inszenierung: Thorleifur Örn Arnarsson

### Residenztheater München
- 2019: Die drei Musketiere (als D´Artagnan / Planchet).  Nach Alexandre Dumas der Ältere in einer Bearbeitung von Antonio Latella und Federico Bellini. Inszenierung: Antonio Latella (Übernahme der Inszenierung des Theaters Basel)
- 2019: Drei Schwestern (als Andrej). Nach Anton Pawlowitsch Tschechow. Inszenierung; Simon Stone (Übernahme der Uraufführungsinszenierung vom Theater Basel)[12][13][14][15]
- 2019: Amphitryon (als Sosias, Diener des Amphitryon). Nach Heinrich von Kleist. Inszenierung; Julia Hölscher
- 2020: Woyzeck (als Franz Woyzeck). Nach Georg Büchner. Inszenierung: Ulrich Rasche
- 2020: Das Erdbeben in Chili (Ensemble). Nach der gleichnamigen Novelle von Heinrich von Kleist. Inszenierung: Ulrich Rasche[16]
- 2020: Medea (als Aigeus/Amme). Nach Euripides. Inszenierung: Karin Henkel
- 2021: Unsere Zeit (als Massimo) Von Simon Stone nach Motiven von Ödön von Horváth (Uraufführung/Auftragswerk). Inszenierung: Simon Stone[17][18][19][20][21][22]
- 2021: Teile – Hartes Brot (als Lord). Von Anja Hilling nach "Das harte Brot" von Paul Claudel. Inszenierung: Julia Hölscher
- 2021: Graf Öderland (als Die Mutter / Der Fahrer / Der Direktor). Nach Max Frisch. Inszenierung: Stefan Bachmann (Übernahme der Inszenierung vom Theater Basel)[23]
- 2022: Lola M. (als Lolas Zofe / Hofschneider / Hoffriseur). Musik, Text und Inszenierung: Georg Ringsgwandl
- 2022: Tartuffe oder das Schwein der Weisen (als Tartuffe). Von PeterLicht nach Molièr. Inszenierung: Claudia Bauer (Übernahme vom Theater Basel)[24]
- 2022: Das Vermächtnis – The Inheritance  (als Junger Mann / Jason 2 / Klinikmitarbeiter). Von Matthew López – frei nach dem Roman «Howards End» von E. M. Forster. Inszenierung: Philipp Stölzl
- 2022: Engel in Amerika (als Prior Walter / Mann im Park). Von Tony Kushner. Inszenierung: Simon Stone (Übernahme vom Theater Basel)
- 2022: Warten auf Platonow (als Linker Kleiner Finger). Nach Anton Pawlowitsch Tschechow. Inszenierung: Thom Luz[25]
- 2023: Buddenbrooks (als Hanno Buddenbrook). Nach Thomas Mann. Inszenierung: Bastian Kraft[26]
- 2022: Valentiniade. Sportliches Singspiel mit allen Mitteln. Von und nach Karl Valentin und mit Texten von Michel Decar. Inszenierung: Claudia Bauer[27]
- 2024: Sternstunden der Menschheit. Nach  Stefan Zweig in einer Fassung von Thom Luz. In Kooperation mit den Salzburger Festspielen. Inszenierung: Thom Luz[28]
- 2024: Das Schloss. Nach Franz Kafka. Inszenierung: Karin Henkel[29][30][31][32][33][34][35][36]
- 2025: Salome (als Richard Strauss / Junger Syrer). Nach Oscar Wilde in einer Bearbeitung von Jarosław Murawski. Inszenierung: Ewelina Marciniak[37]
- 2025: Ophelia Balladen. Balladenabend mit Texten von Pia Händler und Auszügen aus Hamlet von William Shakespeare. Inszenierung: Pia Händler[38]
- 2025: Romeo und Julia (als Pater Lorenzo). Von William Shakespeare. Inszenierung: Elsa-Sophie Jach[39]
- 2025: Lapidarium. Von Rainald Goetz. Inszenierung: Elsa-Sophie Jach[40]

## Ehrungen und Auszeichnungen
- 2008: „Aalto-Bühnenpreis für junge Künstler“ des Freundeskreises der Theater und Philharmonie Essen GmbH
- 2009: Kunstpreis Berlin der Akademie der Künste Förderpreis in der Sektion Darstellende Kunst
- 2013: Bochumer Theaterpreis
- 2016: Österreichischer Nestroy-Theaterpreis mit Ensemble für "Engel in Amerika" als "Beste deutschsprachige Aufführung"
- 2016: Einladung zum Schweizer Theatertreffen mit Ensemble für "Engel in Amerika"
- 2017: Einladung zum Berliner Theatertreffen mit Ensemble für Drei Schwestern (Theater Basel)
- 2017: Einladung zum Schweizer Theatertreffen mit Ensemble für Drei Schwestern (Theater Basel)
- 2017: Stück des Jahres (Theater heute) mit Ensemble für Drei Schwestern (Theater Basel)
- 2017: Nominierung für Nestroy-Theaterpreis für Drei Schwestern (Theater Basel) als beste Aufführung im deutschsprachigen Raum
- 2018: Woyzeck am Berliner Theatertreffen
- 2019: Tartuffe oder das Schwein der Weisen am Berliner Theatertreffen
- 2020: Kurt-Meisel-Preis der Freunde des Residenztheaters e.V. für herausragende künstlerische Leistung
- 2021: Einladung zum Berliner Theatertreffen mit Graf Öderland (Theater Basel / Residenztheater München)
- 2023: Das Vermächtnis am Berliner Theatertreffen
- 2024: Nathan der Weise am Berliner Theatertreffen